# Шакиров, Мухамед Сабирович
Мухамед (Михаил) Садык Сабирович Шакиров (род. 19 марта 1933, Лысьва, Уральская область) — советский легкоатлет, специалист по бегу на длинные дистанции. Выступал на всесоюзном уровне в 1950-х — 1960-х годах, серебряный призёр чемпионата СССР в марафоне, участник летних Олимпийских игр в Мехико. Мастер спорта СССР международного класса.

## Биография
Мухамед Шакиров родился 19 марта 1933 года в городе Лысьва Уральской области.
Окончил Ремесленное училище № 2, после чего работал прокатчиком в листопрокатном цехе Лысьвенского металлургического завода.
Начал заниматься лёгкой атлетикой во время учёбы в училище, в 1951 году впервые выступил на соревнованиях по кроссу.
С 1952 года находился в составе сборной области, успешно выступил на всесоюзном турнире в Риге, установив рекорды в дисциплинах 1500 и 5000 метров.
В 1954 году принял участие в первенстве спортивного общества «Металлург Востока» в Свердловске.
В 1955—1958 годах проходил срочную службу в пограничных войсках. В армии продолжал бегать, в частности победил на молодёжном фестивале в Грузии в 30-километровом пробеге.
Вернувшись в Лысьву, в 1958 году отметился победой на Спартакиаде РСФСР в беге на 3000 и 5000 метров. Год спустя в тех же дисциплинах победил на Спартакиаде Урала. Ещё через год в беге на 10 000 метров был лучшим на первенстве центрального совета добровольного спортивного общества «Труд».
Начиная с 1965 года состоял в сборной команде РСФСР по лёгкой атлетике.
Некоторое время проживал в Душанбе, выступая за добровольное спортивное общество «Локомотив». В общей сложности 32 раза становился чемпионом Таджикской ССР в различных беговых дисциплинах,
Наивысшего успеха в своей спортивной карьере добился в сезоне 1968 года, когда на чемпионате СССР в Севане с результатом 2:28:43 завоевал серебряную медаль в марафонском беге, уступив только Юрию Волкову. Благодаря этому удачному выступлению вошёл в основной состав советской сборной и удостоился права защищать честь страны на летних Олимпийских играх в Мехико — в итоге в программе марафона сошёл с дистанции, не показав никакого результата.
После завершения спортивной карьеры проявил себя на тренерском поприще, среди его воспитанников Ю. Лесников, П. Чернобров, В. Мазунин, И. Черноброва и др.
За выдающиеся спортивные достижения удостоен почётного звания «Мастер спорта СССР международного класса».
В 1973 году выступил инициатором проведения пробега «Лысьва — Чусовой», приуроченного ко Дню металлурга.